# Анте Гржетић
Анте Гржетић (Шкаљари, код Котора, 28. фебруар 1920 — Београд, 4. децембар 1992) је југословенски вајар.

## Биографија
Рођен је 1920. године у Шкаљарима, Бока Которска. Дипломирао је на Академији за ликовне уметности у Београду 1949. године, а затим је био сарадник мајсторске радионице Томе Росандића.
Први пут је излагао 1946. године. Више самосталних изложби приредио је у Београду и Сомбору. Био је учесник скупних изложби Савеза ликовних уметника Југославије, Удружења ликовних уметника Србије, Медитеранског бијенала у Александрији, Октобарског салона у Београду, Тријенала у Београду и другим репрезентативним изложбама југословенске уметности у земљи и иностранству. Учествовао је 1957. на изложби савремене српске скулптуре, Галерија УЛУС-а, Београд.
Био је припадник групе „Самостални“. Уз вајарство, бавио се и примењеном уметношћу.

## Стваралаштво
- Споменик „Бола и Пркоса“, спомен-парк Крагујевачки октобар 1959.
- Споменик ''Палим борцима'', Дрвеник, Хрватска 1961.
- Споменик ''Ношенје ранјеника'' Гнјилане, Србија, 1963.
- Споменик „Отпора и слободе“, спомен-парк Крагујевачки октобар 1966.
- Споменик „Мајци и кћеркама“, Топола 1967.
- Споменик ''Палим борцима'', Беоци, Србија 1973
- Споменик ''Палим борцима у НОБ'' Пећ, Србија, 1979.
- Споменик ''Иван Црнојевић'' Цетинје, Црна гора, 1982.
- Споменик ''Палим борцима у НОБ'' Вранје, Србија, 1985.
- Споменик "Палом борцу - Крајпуташ" Бајина башта 19??.
- Рељеф у мермеру у предузећу ''Рад'' (сада ''Државно правобранилаштво'') Београд.